# ディス・ワン
ディス・ワン（英: This One）は、1989年にポール・マッカートニーが発表した楽曲、及び同曲を収録したシングルである。

## 解説
アルバム『フラワーズ・イン・ザ・ダート』から、2番目にシングルカットされた。イギリスで18位、アメリカでは94位、日本では14位を記録している。 
シングルジャケットには白鳥に乗ったヒンドゥー教の神・クリシュナが描かれており、インドを意識したような東洋風のサウンドに仕上がっている。一説では、インドに深い思い入れを持っていたビートルズのメンバーであるジョージ・ハリスンへのメッセージが込められているという。実際、間もなく始まった『ビートルズ・アンソロジー』制作を通じ、マッカートニーとハリスンは和解を果たす（ビートルズの解散問題も参照）。
また、マッカートニーは2017年のインタビューで「全くくだらない言葉遊びだよ。僕の父は言葉やクロスワードなどにとても興味を持っていたし、僕も学生時代にそうだったんだ。そしてソングライターになり、言葉遊びに興味を持つようになったんだ。だから、誰かが『これ』（This One）と言ったのを聞いて、『この白鳥』（This Swan）とも言えると思ったんだ」と語っている。

## 収録曲

### 7インチ・シングル
1. "This One"
2. "The First Stone"

### 12インチ・シングル、CDシングル
1. ディス・ワン - "This One"
2. ザ・ファースト・ストーン - "The First Stone"
3. アイ・ウォナ・クライ - "I Wanna Cry"
4. アイム・イン・ラヴ・アゲイン - "I'm In Love Again"

カップリング曲が"The First Stone"と"Good Sign"の2曲となっているヴァージョンの12インチ・シングルもある。

## クレジット
- ポール・マッカートニー - リード・ボーカル、バッキング・ボーカル、ベース、アコースティック・ギター、エレクトリック・ギター、キーボード、ハーモニウム、シタール、グラス・ハープ、タンバリン
- ロビー・マッキントッシュ - アコースティック・ギター、エレクトリック・ギター
- ヘイミッシュ・スチュアート - バッキング・ボーカル、アコースティック・ギター、エレクトリック・ギター
- リンダ・マッカートニー - バッキング・ボーカル
- クリス・ウィッテン - ドラムス 、パーカッション
- ジャッド・ランダー - ハーモニカ